# Palavas-les-Flots
Palavas-les-Flots este o comună în departamentul Hérault din sudul Franței. În 2009 avea o populație de 5.996 de locuitori.Este una dintre cele mai frumoase si renumite plaje din Franța !!!:::>>:D

## Evoluția populației
| An        | 1975  | 1982  | 1990  | 1999  | 2006  | 2009  |
| --------- | ----- | ----- | ----- | ----- | ----- | ----- |
| Populație | 3.345 | 4.062 | 4.748 | 5.421 | 5.974 | 5.996 |